# Kitsissut (öar)
Kitsissut är öar i Grönland (Kungariket Danmark).   De ligger i kommunen Kujalleq, i den södra delen av Grönland, 600 km sydost om huvudstaden Nuuk.